# 劉璿卿
劉璿卿（Carol Liu，1941年9月12日—），美國華裔加州参议院前參議員，代表民主黨在加利福尼亞州第21選區當選.，繼承傑克·史考特（Jack Scott）。她也是加利福尼亞州首位女性亞裔參議員。

## 生平
2014年1月, 劉璿卿投票支持加州参议院SCA-5法案. 该法案提议删除加州 Proposition 209 中有关公众教育不得种族歧视条款, 意图让加州政府在公众教育领域可以根据 种族，性别，肤色，出身背景和来源国等区别来招生，有可能导致一些学生因为种族，性别，肤色，出身背景和来源国等因素不能获得录取. 加州 Proposition 209 禁止政府在公众教育，政府雇员和政府采购领域根据 种族，性别，肤色，出身背景和来源国因素歧视任何民众。

## 外部連結
- Official website